# Euphrasia rhumica
Euphrasia rhumica är en snyltrotsväxtart som beskrevs av Herbert William Pugsley. Euphrasia rhumica ingår i släktet ögontröster, och familjen snyltrotsväxter. Inga underarter finns listade i Catalogue of Life.